# Liste der wertvollsten Sportvereine
Dies ist eine Liste der wertvollsten Sportvereine der Welt laut dem jährlichen Ranking des US-amerikanischen Wirtschaftsmagazin Forbes. Bei der Bewertung der Vereine werden Faktoren wie Mannschaftswert, Umsatz, sportliches Prestige, Zuschauerzahlen, Merchandising und Markenwert einbezogen.

## Rangliste 2021
Die 50 wertvollsten Sportvereine und Franchise laut der Rangliste von Forbes vom 7. Mai 2021.
| Rang | Verein                   | Land               | Sportart          | Wert in Mio. US$ | Wachstum seit 2016 |
| ---- | ------------------------ | ------------------ | ----------------- | ---------------- | ------------------ |
| 1    | Dallas Cowboys           | Vereinigte Staaten | American Football | 5.700            | 43 %               |
| 2    | New York Yankees         | Vereinigte Staaten | Baseball          | 5.250            | 54 %               |
| 3    | New York Knicks          | Vereinigte Staaten | Basketball        | 5.000            | 67 %               |
| 4    | FC Barcelona             | Spanien            | Fußball           | 4.760            | 34 %               |
| 5    | Real Madrid              | Spanien            | Fußball           | 4.750            | 30 %               |
| 6    | Golden State Warriors    | Vereinigte Staaten | Basketball        | 4.700            | 147 %              |
| 7    | Los Angeles Lakers       | Vereinigte Staaten | Basketball        | 4.600            | 70 %               |
| 8    | New England Patriots     | Vereinigte Staaten | American Football | 4.400            | 38 %               |
| 9    | New York Giants          | Vereinigte Staaten | American Football | 4.300            | 54 %               |
| 10   | FC Bayern München        | Deutschland        | Fußball           | 4.210            | 57 %               |
| 11   | Manchester United        | England            | Fußball           | 4.200            | 27 %               |
| 12   | FC Liverpool             | England            | Fußball           | 4.100            | 165 %              |
| 13   | Los Angeles Rams         | Vereinigte Staaten | American Football | 4.000            | 176 %              |
| 13   | Manchester City          | England            | Fußball           | 4.000            | 108 %              |
| 15   | San Francisco 49ers      | Vereinigte Staaten | American Football | 3.800            | 41 %               |
| 16   | Los Angeles Dodgers      | Vereinigte Staaten | Baseball          | 3.570            | 43 %               |
| 17   | New York Jets            | Vereinigte Staaten | American Football | 3.550            | 37 %               |
| 18   | Chicago Bears            | Vereinigte Staaten | American Football | 3.530            | 44 %               |
| 19   | Washington Football Team | Vereinigte Staaten | American Football | 3.500            | 23 %               |
| 20   | Boston Red Sox           | Vereinigte Staaten | Baseball          | 3.470            | 51 %               |
| 21   | Philadelphia Eagles      | Vereinigte Staaten | American Football | 3.400            | 42 %               |
| 22   | Chicago Cubs             | Vereinigte Staaten | Baseball          | 3.360            | 53 %               |
| 23   | Houston Texans           | Vereinigte Staaten | American Football | 3.300            | 32 %               |
| 23   | Chicago Bulls            | Vereinigte Staaten | Basketball        | 3.300            | 43 %               |
| 25   | Denver Broncos           | Vereinigte Staaten | American Football | 3.200            | 65 %               |
| 25   | Boston Celtics           | Vereinigte Staaten | Basketball        | 3.200            | 52 %               |
| 25   | FC Chelsea               | England            | Fußball           | 3.200            | 93 %               |
| 28   | San Francisco Giants     | Vereinigte Staaten | Baseball          | 3.180            | 41 %               |
| 29   | Las Vegas Raiders        | Vereinigte Staaten | American Football | 3.100            | 117 %              |
| 30   | Seattle Seahawks         | Vereinigte Staaten | American Football | 3.080            | 64 %               |
| 31   | Green Bay Packers        | Vereinigte Staaten | American Football | 3.050            | 56 %               |
| 32   | Pittsburgh Steelers      | Vereinigte Staaten | American Football | 3.000            | 58 %               |
| 33   | Baltimore Ravens         | Vereinigte Staaten | American Football | 2.980            | 54 %               |
| 34   | Minnesota Vikings        | Vereinigte Staaten | American Football | 2.950            | 86 %               |
| 35   | Miami Dolphins           | Vereinigte Staaten | American Football | 2.900            | 57 %               |
| 36   | Atlanta Falcons          | Vereinigte Staaten | American Football | 2.880            | 72 %               |
| 37   | Indianapolis Colts       | Vereinigte Staaten | American Football | 2.850            | 52 %               |
| 38   | FC Arsenal               | England            | Fußball           | 2.800            | 39 %               |
| 39   | Los Angeles Clippers     | Vereinigte Staaten | Basketball        | 2.750            | 38 %               |
| 40   | Brooklyn Nets            | Vereinigte Staaten | Basketball        | 2.650            | 56 %               |
| 41   | Los Angeles Chargers     | Vereinigte Staaten | American Football | 2.600            | 70 %               |
| 42   | Carolina Panthers        | Vereinigte Staaten | American Football | 2.550            | 63 %               |
| 43   | Kansas City Chiefs       | Vereinigte Staaten | American Football | 2.500            | 63 %               |
| 43   | Houston Rockets          | Vereinigte Staaten | Basketball        | 2.500            | 67 %               |
| 43   | Paris Saint-Germain      | Frankreich         | Fußball           | 2.500            | 207 %              |
| 46   | New Orleans Saints       | Vereinigte Staaten | American Football | 2.480            | 63 %               |
| 47   | Jacksonville Jaguars     | Vereinigte Staaten | American Football | 2.450            | 66 %               |
| 47   | New York Mets            | Vereinigte Staaten | Baseball          | 2.450            | 48 %               |
| 47   | Dallas Mavericks         | Vereinigte Staaten | Basketball        | 2.450            | 75 %               |
| 50   | Cleveland Browns         | Vereinigte Staaten | American Football | 2.350            | 57 %               |

## Rangliste 2019
Die 50 wertvollsten Sportvereine laut der Rangliste von Forbes vom 30. Mai 2019.
| Rang | Verein                | Land               | Sportart          | Wert in Mio. US$ | Wachstum seit 2018 |
| ---- | --------------------- | ------------------ | ----------------- | ---------------- | ------------------ |
| 1    | Dallas Cowboys        | Vereinigte Staaten | American Football | 5.000            | 4 %                |
| 2    | New York Yankees      | Vereinigte Staaten | Baseball          | 4.600            | 15 %               |
| 3    | Real Madrid           | Spanien            | Fußball           | 4.240            | 4 %                |
| 4    | FC Barcelona          | Spanien            | Fußball           | 4.020            | −1 %               |
| 5    | New York Knicks       | Vereinigte Staaten | Basketball        | 4.000            | 11 %               |
| 6    | Manchester United     | England            | Fußball           | 3.810            | −8 %               |
| 7    | New England Patriots  | Vereinigte Staaten | American Football | 3.800            | 3 %                |
| 8    | Los Angeles Lakers    | Vereinigte Staaten | Basketball        | 3.700            | 12 %               |
| 9    | Golden State Warriors | Vereinigte Staaten | Basketball        | 3.500            | 13 %               |
| 10   | New York Giants       | Vereinigte Staaten | American Football | 3.300            | 0 %                |
| 10   | Los Angeles Dodgers   | Vereinigte Staaten | Baseball          | 3.300            | 10 %               |
| 12   | Boston Red Sox        | Vereinigte Staaten | Baseball          | 3.200            | 14 %               |
| 12   | Los Angeles Rams      | Vereinigte Staaten | American Football | 3.200            | 7 %                |
| 14   | Washington Redskins   | Vereinigte Staaten | American Football | 3.100            | 0 %                |
| 14   | Chicago Cubs          | Vereinigte Staaten | Baseball          | 3.100            | 7 %                |
| 16   | San Francisco 49ers   | Vereinigte Staaten | American Football | 3.050            | 0 %                |
| 17   | FC Bayern München     | Deutschland        | Fußball           | 3.020            | −1 %               |
| 18   | San Francisco Giants  | Vereinigte Staaten | Baseball          | 3.000            | 5 %                |
| 19   | Chicago Bears         | Vereinigte Staaten | American Football | 2.900            | 2 %                |
| 19   | Chicago Bulls         | Vereinigte Staaten | Basketball        | 2.900            | 12 %               |
| 21   | New York Jets         | Vereinigte Staaten | American Football | 2.850            | 4 %                |
| 22   | Houston Texans        | Vereinigte Staaten | American Football | 2.800            | 0 %                |
| 22   | Boston Celtics        | Vereinigte Staaten | Basketball        | 2.800            | 12 %               |
| 24   | Philadelphia Eagles   | Vereinigte Staaten | American Football | 2.750            | 4 %                |
| 25   | Manchester City       | England            | Fußball           | 2.690            | 9 %                |
| 26   | Denver Broncos        | Vereinigte Staaten | American Football | 2.650            | 2 %                |
| 27   | Green Bay Packers     | Vereinigte Staaten | American Football | 2.630            | 3 %                |
| 28   | Atlanta Falcons       | Vereinigte Staaten | American Football | 2.600            | 5 %                |
| 29   | Baltimore Ravens      | Vereinigte Staaten | American Football | 2.590            | 4 %                |
| 30   | Pittsburgh Steelers   | Vereinigte Staaten | American Football | 2.585            | 5 %                |
| 31   | Seattle Seahawks      | Vereinigte Staaten | American Football | 2.580            | 6 %                |
| 32   | FC Chelsea            | England            | Fußball           | 2.580            | 25 %               |
| 33   | Miami Dolphins        | Vereinigte Staaten | American Football | 2.580            | 0 %                |
| 34   | Oakland Raiders       | Vereinigte Staaten | American Football | 2.420            | 2 %                |
| 35   | Minnesota Vikings     | Vereinigte Staaten | American Football | 2.400            | 0 %                |
| 36   | Indianapolis Colts    | Vereinigte Staaten | American Football | 2.380            | 0 %                |
| 37   | Brooklyn Nets         | Vereinigte Staaten | Basketball        | 2.350            | 2 %                |
| 38   | Houston Rockets       | Vereinigte Staaten | Basketball        | 2.300            | 5 %                |
| 38   | Carolina Panthers     | Vereinigte Staaten | American Football | 2.300            | 0 %                |
| 38   | New York Mets         | Vereinigte Staaten | Baseball          | 2.300            | 10 %               |
| 41   | Los Angeles Chargers  | Vereinigte Staaten | American Football | 2.280            | 0 %                |
| 42   | FC Arsenal            | England            | Fußball           | 2.270            | 1 %                |
| 43   | Dallas Mavericks      | Vereinigte Staaten | Basketball        | 2.225            | 18 %               |
| 44   | Los Angeles Clippers  | Vereinigte Staaten | Basketball        | 2.200            | 2 %                |
| 45   | FC Liverpool          | England            | Fußball           | 2.180            | 12 %               |
| 46   | Arizona Cardinals     | Vereinigte Staaten | American Football | 2.150            | 0 %                |
| 47   | Kansas City Chiefs    | Vereinigte Staaten | American Football | 2.100            | 0 %                |
| 47   | St. Louis Cardinals   | Vereinigte Staaten | Baseball          | 2.100            | 11 %               |
| 49   | Jacksonville Jaguars  | Vereinigte Staaten | American Football | 2.080            | 0 %                |
| 50   | New Orleans Saints    | Vereinigte Staaten | American Football | 2.080            | 4 %                |

## Rangliste 2015
Die 10 wertvollsten Sportvereine laut der Rangliste von Forbes vom 15. Juli 2015.
| Rang | Verein               | Land               | Sportart          | Wert in Mio. US$ |
| ---- | -------------------- | ------------------ | ----------------- | ---------------- |
| 1    | Real Madrid          | Spanien            | Fußball           | 3.260            |
| 2    | Dallas Cowboys       | Vereinigte Staaten | American Football | 3.200            |
| 2    | New York Yankees     | Vereinigte Staaten | Baseball          | 3.200            |
| 4    | FC Barcelona         | Spanien            | Fußball           | 3.160            |
| 5    | Manchester United    | England            | Fußball           | 3.100            |
| 6    | Los Angeles Lakers   | Vereinigte Staaten | Basketball        | 2.600            |
| 6    | New England Patriots | Vereinigte Staaten | American Football | 2.600            |
| 8    | New York Knicks      | Vereinigte Staaten | Basketball        | 2.500            |
| 9    | Los Angeles Dodgers  | Vereinigte Staaten | Baseball          | 2.400            |
| 9    | Washington Redskins  | Vereinigte Staaten | American Football | 2.400            |

## Rangliste 2010
Die 10 wertvollsten Sportvereine laut der Rangliste von Forbes vom 21. Juli 2010.
| Rang | Verein               | Land               | Sportart          | Wert in Mio. US$ |
| ---- | -------------------- | ------------------ | ----------------- | ---------------- |
| 1    | Manchester United    | England            | Fußball           | 1.830            |
| 2    | Dallas Cowboys       | Vereinigte Staaten | American Football | 1.650            |
| 3    | New York Yankees     | Vereinigte Staaten | Baseball          | 1.600            |
| 4    | Washington Redskins  | Vereinigte Staaten | American Football | 1.550            |
| 5    | New England Patriots | Vereinigte Staaten | American Football | 1.360            |
| 6    | Real Madrid          | Spanien            | Fußball           | 1.320            |
| 7    | New York Giants      | Vereinigte Staaten | American Football | 1.180            |
| 8    | FC Arsenal           | England            | Fußball           | 1.180            |
| 9    | New York Jets        | Vereinigte Staaten | American Football | 1.170            |
| 10   | Houston Texans       | Vereinigte Staaten | American Football | 1.150            |